# Állítsátok meg Arturo Uit!
Az Állítsátok meg Arturo Uit! (eredeti német címén: Der aufhaltsame Aufstieg des Arturo Ui) Bertolt Brecht egyik színdarabja.
Az Arturo Uit Brecht 1941-ben írta, de a figura már 1934 óta foglalkoztatta. Akkor még ezt a címet kapta volna a színdarab: Das Leben Hitlers: Reichstagsbrand und der Prozess, ami nyilvánvalóvá teszi azt, hogy miről szól a példázat.
Tisztelt közönség! Eljátsszuk önöknek… a nagy, történelmi gengszterparádét!
Végül csak Brecht finnországi emigrációjában született meg a végleges mű Hitler hatalomra jutásáról Der aufhaltsame Aufstieg des Arturo Ui címmel, amit a világon mindenfelé, így Magyarországon is gyakran játszanak. Hajnal Gábor fordítása Állítsátok meg Arturo Uit! címmel jelent meg könyv formájában az Európa Könyvkiadó gondozásában 1960-ban, és ebben a fordításban mutatta be Magyarországon először Arturo Ui címen a Miskolci Nemzeti Színház 1961. december 15-én. Az előadást Horvai István rendezte; a főszerepeket Sztankay István (Arturo Ui), Csiszér András (Clark) és Farkas Endre (Dogsborough) játszották.
Ungár Júlia fordításában Arturo Ui feltartóztatható felemelkedése címmel (ami megfelel az eredeti német címnek) az Örkény Színház adta elő, 2009-ben; Zsótér Sándor rendezte, és Kerekes Éva játszotta Uit („Képzelje el, mintha Chaplin játszaná, vagy Kiss Manyi…” – Zsótér Sándor).
A színművet csak 1958. november 10-én mutatták be először Stuttgartban, Németországban, és 1959 környékén a Magyar Rádióban is eljátszották.
A történet arról szól, hogy miként keríti hatalmába Arturo Ui, a „karfiolkirály” és gengszterbandája Chicago egyik vezető zöldséges trösztjét, majd az egész várost. A darab elején még csak ideges fickóként jelenik meg, de ahogy halad a történet, és mind nagyobb lesz a hatalma, egyre magabiztosabbá válik. Számos történelmi esemény is megjelenik, például egy raktártűz a Reichstag felgyújtását ábrázolandó vagy a szomszédos Cicero zöldségpiacának megszerzése, ami az Anschlusst ábrázolja.
A nevek és helyek a darabban mind-mind a német történelem egy-egy szereplőjének, helyszínének feleltethetők meg.
| Név               | Történelmi megfelelője |
| ----------------- | ---------------------- |
| Dogsborough       | Paul von Hindenburg    |
| Arturo Ui         | Adolf Hitler           |
| Emanuele Giri     | Hermann Göring         |
| Ernesto Roma      | Ernst Röhm             |
| Giuseppe Givola   | Joseph Goebbels        |
| Ignatius Dullfeet | Engelbert Dollfuß      |
| Karfioltröszt     | Nagytőke               |
| Gengszterek       | Fasiszták              |
| Fish              | Marinus van der Lubbe  |
| Chicago           | Németország            |
| Cicero            | Ausztria               |

A mű egyértelmű szimbolikus ábrázolása Hitler hatalomra jutásának. A gengsztersztori azonban nemcsak a nácik gengsztertechnikáját írja le, hanem minden hasonlót is. Ezért mutatják be újra meg újra, általában konkrét, aktuális politikai üzenettel.

## Magyar fordítások
- Állítsátok meg Arturo Uit!; ford., utószó Hajnal Gábor; Európa, Budapest, 1960 (Világirodalmi kiskönyvtár)
- Drámák; ford. Garai Gábor et al., szöveggond. Frech Judit; Holló, Kaposvár, 1996
- Állítsátok meg Arturo Uit!; ford. Báthori Csaba; Fekete Sas, Budapest, 2021